# Сімон Боденманн
Сімон Боденманн (нім. Simon Bodenmann, нар. 2 березня 1988, Урнеш) — швейцарський хокеїст, крайній нападник клубу НЛА «ЦСК Лайонс». Гравець збірної команди Швейцарії.

## Ігрова кар'єра
Хокейну кар'єру розпочав на батьківщині 2006 року виступами за команду «Клотен Флаєрс».
28 серпня 2014 уклав трирічний контракт з клубом «Берн» за який він розпочав виступати з сезону 2015–16.
2 листопада 2017 уклав чотирирічний контракт з клубом НЛА «ЦСК Лайонс». Дія контракту розпочалась із сезону 2018–19.
Був гравцем молодіжної збірної Швейцарії, у складі якої брав участь у 5 іграх. 

## Нагороди та досягнення
- Срібний призер чемпіонату світу — 2013.
- Чемпіон Швейцарії в складі «Берн» — 2016, 2017.

## Статистика

### Клубні виступи
| Сезон        | Клуб            | Ліга         | Регулярний сезон | Регулярний сезон | Регулярний сезон | Регулярний сезон | Регулярний сезон | Плей-оф | Плей-оф | Плей-оф | Плей-оф | Плей-оф |
| Сезон        | Клуб            | Ліга         | І                | Г                | П                | О                | ШХ               | І       | Г       | П       | О       | ШХ      |
| ------------ | --------------- | ------------ | ---------------- | ---------------- | ---------------- | ---------------- | ---------------- | ------- | ------- | ------- | ------- | ------- |
| 2006–07      | «Клотен Флаєрс» | НЛА          | 1                | 0                | 0                | 0                | 0                | —       | —       | —       | —       | —       |
| 2007–08      | «Клотен Флаєрс» | НЛА          | 18               | 0                | 0                | 0                | 4                | —       | —       | —       | —       | —       |
| 2008–09      | «Клотен Флаєрс» | НЛА          | 12               | 0                | 1                | 1                | 0                | 9       | 0       | 2       | 2       | 0       |
| 2008–09      | «Тургау»        | НЛБ          | 39               | 8                | 12               | 20               | 28               | 6       | 3       | 0       | 3       | 10      |
| 2009–10      | «Клотен Флаєрс» | НЛА          | 45               | 4                | 6                | 10               | 10               | 10      | 1       | 2       | 3       | 0       |
| 2010–11      | «Клотен Флаєрс» | НЛА          | 41               | 17               | 9                | 26               | 28               | 18      | 2       | 3       | 5       | 12      |
| 2011–12      | «Клотен Флаєрс» | НЛА          | 48               | 6                | 13               | 19               | 20               | 5       | 0       | 0       | 0       | 2       |
| 2012–13      | «Клотен Флаєрс» | НЛА          | 49               | 15               | 13               | 28               | 30               | —       | —       | —       | —       | —       |
| 2013–14      | «Клотен Флаєрс» | НЛА          | 38               | 11               | 18               | 29               | 32               | 13      | 2       | 4       | 6       | 10      |
| 2014–15      | «Клотен Флаєрс» | НЛА          | 49               | 9                | 7                | 16               | 36               | —       | —       | —       | —       | —       |
| 2015–16      | «Берн»          | НЛА          | 44               | 8                | 14               | 22               | 8                | 13      | 2       | 5       | 7       | 2       |
| 2016–17      | «Берн»          | НЛА          | 33               | 8                | 13               | 21               | 26               | 15      | 2       | 4       | 6       | 10      |
| 2017–18      | «Берн»          | НЛА          | 50               | 17               | 18               | 35               | 24               | 11      | 7       | 4       | 11      | 4       |
| 2018–19      | «ЦСК Лайонс»    | НЛА          | 48               | 14               | 17               | 31               | 40               | —       | —       | —       | —       | —       |
| 2019–20      | «ЦСК Лайонс»    | НЛА          | 50               | 16               | 13               | 29               | 42               | —       | —       | —       | —       | —       |
| Усього в НЛА | Усього в НЛА    | Усього в НЛА | 526              | 125              | 142              | 267              | 258              | 94      | 16      | 24      | 40      | 40      |

### Збірна
| Рік                | Команда            | Турнір             | Місце              | І  | Г | П | О | ШХ |
| ------------------ | ------------------ | ------------------ | ------------------ | -- | - | - | - | -- |
| 2006               | Швейцарія          | ЮЧС18-D1           | 12-е               | 5  | 3 | 0 | 3 | 8  |
| 2013               | Швейцарія          | ЧС                 | 2                  | 10 | 2 | 3 | 5 | 2  |
| 2014               | Швейцарія          | ОІ                 | 9-е                | 3  | 1 | 0 | 1 | 0  |
| 2015               | Швейцарія          | ЧС                 | 8-е                | 8  | 1 | 0 | 1 | 2  |
| 2017               | Швейцарія          | ЧС                 | 6-е                | 8  | 1 | 0 | 1 | 2  |
| 2018               | Швейцарія          | ОІ                 | 10-е               | 2  | 0 | 0 | 0 | 2  |
| Юніорська збірна   | Юніорська збірна   | Юніорська збірна   | Юніорська збірна   | 5  | 3 | 0 | 3 | 8  |
| Національна збірна | Національна збірна | Національна збірна | Національна збірна | 31 | 5 | 3 | 8 | 8  |